# Aeroporto Internacional Comodoro Ricardo Salomón
O Aeroporto Internacional  Comodoro Ricardo Salomón (IATA: LGS, ICAO: SAMM) serve a cidade de  Malargüe, província de Mendoza, Argentina. Está localizado a 1 km do centro de Malargüe. É um dos principais meios de acesso ao complexo de inverno Las Leñas. Tem a classificação 4C da ICAO.

## Terminal
| Companhias            | Destinos               |
| --------------------- | ---------------------- |
| Aerolíneas Argentinas | Buenos Aires (Sazonal) |
| LAN Argentina         | Buenos Aires (Sazonal) |